# 237 Coelestina
Coelestina (asteroide 237) é um asteroide da cintura principal com um diâmetro de 41,08 quilómetros, a 2,5596408 UA. Possui uma excentricidade de 0,0733517 e um período orbital de 1 676,83 dias (4,59 anos).
Coelestina tem uma velocidade orbital média de 17,9209357 km/s e uma inclinação de 9,75594º.
Esse asteroide foi descoberto em 27 de Junho de 1884, por Johann Palisa.